# 딘 스미스 (축구인)
딘 스미스(영어: Dean Smith, 1971년 3월 19일 ~ )는 잉글랜드의 전직 축구 선수이자 현 축구 지도자로 현재 미국 메이저 리그 사커의 샬럿 FC 감독직을 맡고 있으며 현역 시절 포지션은 수비수였다.

## 선수 시절
1989년 월솔 FC 입단을 통해 프로에 입문한 후 1993-94 시즌까지 161경기를 소화했고 이후 1994-95 시즌부터 1996-97 시즌까지 헤리퍼드 유나이티드에서 149경기 26골을 기록했다.
그리고 1997-98 시즌부터 2002-03 시즌까지 레이턴 오리언트 소속으로 288경기 37골을 기록했고 2002-03 시즌부터 2003-04 시즌까지 셰필드 웬즈데이에서 62경기를 소화했으며 2004-05 시즌에는 포트 베일에서 15경기를 소화한 뒤 시즌 종료 후 통산 677경기 67골의 기록을 남긴 채 16년간의 프로 선수 생활을 마감했다.

## 지도자 경력

### 월솔 FC
선수 은퇴 직후 친정팀인 월솔 FC 유소년팀의 코치로 본격적인 지도자 커리어를 시작한 뒤 2011년 월솔 FC 성인팀의 감독을 맡아 2014-15 시즌 EFL 트로피에서 팀을 준우승으로 이끌어내며 2015년 리그 지도자 연맹 특별 공로상을 수상하는 영예를 안았고 2013년 1월과 2015년 8월에는 EFL 리그 원 이달의 감독상을 수상하는 기염을 토했다.

### 애스턴 빌라
2015년 11월 30일 브렌트퍼드 FC의 감독으로 자리를 옮겨 약 3년간 브렌트퍼드를 이끈 뒤 2018년 10월 10일 애스턴 빌라의 감독을 맡아 2018-19 시즌 EFL 챔피언십 플레이오프 우승 및 차기 시즌 프리미어리그 승격, 2019-20 시즌 EFL컵 준우승의 돌풍을 지휘한 것은 물론 2019년 3월에는 EFL 챔피언십 이달의 감독상, 2020년 12월에는 프리미어리그 이달의 감독상을 수상하는 영예를 안았다.
그러나 2021-22 시즌에 들어서면서 팀내 에이스인 잭 그릴리시가 맨체스터 시티로 이적한 후 이적 자금으로 선수들을 대거 영입했지만 부진한 성적을 만회하지 못한 채 결국 프리미어리그 2021-22 리그 16위까지 추락하면서 11라운드 이후 애스턴 빌라 감독직에서 해고당했고 후임 감독으로는 스코티시 프리미어십 2020-21에서 레인저스 FC의 10년만의 리그 무패 우승을 이끈 '리버풀 FC의 전설' 스티븐 제라드가 선임되었다.

### 노리치 시티
2021년 11월 15일 노리치 시티 감독직에서 경질된 다니엘 파르케 감독의 후임으로 정식 선임되었으나 팀의 프리미어리그 2021-22 리그 최하위 및 차기 시즌 2부 리그 강등을 막지 못했고 2022-23 시즌 EFL 챔피언십이 진행 중이던 2022년 12월 27일 노리치 시티 감독직에서 경질되었다.

### 레스터 시티
노리치 시티의 감독직에서 경질당한 후 휴식을 취하고 있던 중 2022-23 시즌이 막바지에 접어든 2023년 4월 10일 레스터 시티의 사령탑으로 선임되어 6월까지 강등권에 머물러 있던 팀을 이끌었다.

### 샬럿 FC
2023년 12월 12일 미국 메이저 리그 사커의 샬럿 FC 3대 사령탑으로 선임되며 선수 시절과 지도자 커리어를 통틀어 처음으로 북미 무대를 밟은 뒤 첫 시즌인 2024 시즌에서 팀의 MLS컵 16강 진출을 이끌었다.

## 수상

### 클럽 (지도자)
월솔 FC
- EFL 트로피 : 준우승 (2014-15)

애스턴 빌라
- EFL 챔피언십 플레이오프 : 우승 (2018-19)
- EFL컵 : 준우승 (2019-20)

### 개인
- 리그 지도자 연맹 선정 특별 공로상 : 2015
- EFL 리그 원 이달의 감독상 : 2013년 1월, 2015년 8월
- EFL 챔피언십 이달의 감독상 : 2019년 3월
- 프리미어리그 이달의 감독상 : 2020년 12월